# Палкино (Краснинский район)
Палкино — деревня в Краснинском районе Смоленской области России. Входит в состав Малеевского сельского поселения. Население — 23 жителя (2007 год). 
Расположена в западной части области в 11 км к юго-востоку от Красного, в 14 км южнее автодороги Р135 (Смоленск - Красный - Гусино), на берегу реки Лосвинка. В 30 км северо-западнее деревни расположена железнодорожная станция Гусино на линии Москва — Минск. 

## История
В годы Великой Отечественной войны деревня была оккупирована гитлеровскими войсками в июле 1941 года, освобождена в сентябре 1943 года.

## Достопримечательности
На северном краю деревни, у дороги видны руины кирпичной церкви Успения. Храм был сооружен в 1794 г. в стиле раннего классицизма.